# Nueva Zelanda en los Juegos Olímpicos de Squaw Valley 1960
Nueva Zelanda estuvo representada en los Juegos Olímpicos de Squaw Valley 1960 por un total de 4 deportistas que compitieron en esquí alpino.  
El portador de la bandera en la ceremonia de apertura fue el esquiador Bill Hunt. El equipo olímpico neozelandés no obtuvo ninguna medalla en estos Juegos.